# 12 Horas de Bathurst
Las 12 Horas de Bathurst (actualmente conocidas como  Liqui Moly Bathurst 12 Hours por motivos de patrocinio) es un carrera de resistencia para gran turismos y coches de producción organizado en el Circuito de Mount Panorama, en Bathurst, Australia en febrero cada año. La primera carrera fue celebrada en 1991 para coches de producción y fue movida al Eastern Creek Raceway de Sídney en 1995 antes de ser interrumpida. La carrera fue revivida en 2007, otra vez para coches de producción, antes de añadir una clase nueva para GT3 y otros coches GT en 2011. Esto ha causado una exposición tanto doméstica como internacional sin precedentes para el acontecimiento. En total, veintiuna carreras han tenido lugar; veinte en Mount Panorama y una en Eastern Creek Raceway.
Desde 2016 forma parte del calendario de la Intercontinental GT Challenge.

## Contexto
El acontecimiento fue inspirado por la mítica carrera de los 1000 km de Bathurst, la cual empezó en el circuito de Phillip Island en Victoria en 1960 (antes de ser movida a Bathurst en 1963) como carrera para coches de producción estándar con modificaciones mínimas. La Bathurst 1000 evolucionó hasta el punto en el que los coches fueron más allá de las modificaciones mínimas de la carrera original. Las 12 Horas Bathurst pretendian conservar la esencia de la carrera original haciendo una carrera más larga.

## Ganadores
| Año         | Pilotos                                                   | Vehículo                                        | Equipo                                          | Vueltas                                         | Distancia                                       |
| ----------- | --------------------------------------------------------- | ----------------------------------------------- | ----------------------------------------------- | ----------------------------------------------- | ----------------------------------------------- |
| 1991        | Nigel Arkell Peter Fitzgerald Allan Grice                 | Toyota Supra Turbo                              | Fitzgerald Racing                               | 242                                             | 1503.546 km                                     |
| 1992        | Mark Gibbs Charlie O'Brien Garry Waldon                   | Mazda RX-7                                      | Mazda Australia                                 | 254                                             | 1578.102 km                                     |
| 1993        | Alan Jones Garry Waldon                                   | Mazda RX-7                                      | Mazda Australia                                 | 263                                             | 1634.019 km                                     |
| 1994        | Neil Crompton Gregg Hansford                              | Mazda RX-7                                      | Mazda Motorsport                                | 262                                             | 1627.806 km                                     |
| 1995        | John Bowe Dick Johnson                                    | Mazda RX-7                                      | Mazda Motorsport                                | 409                                             | 1607.370 km                                     |
| 1996 - 2006 | No se disputó, 24 Horas de Bathurst (2002-2003)           | No se disputó, 24 Horas de Bathurst (2002-2003) | No se disputó, 24 Horas de Bathurst (2002-2003) | No se disputó, 24 Horas de Bathurst (2002-2003) | No se disputó, 24 Horas de Bathurst (2002-2003) |
| 2007        | Craig Baird Garry Holt Paul Morris                        | BMW 335i                                        | Eastern Creek Karts P/L                         | 257                                             | 1596.741 km                                     |
| 2008        | Graham Alexander Rod Salmon Damien White                  | Mitsubishi Lancer Evo IX                        | SKWIRK.com                                      | 253                                             | 1571.889 km                                     |
| 2009        | Tony Longhurst Rod Salmon Damien White                    | Mitsubishi Lancer Evo X                         | Team Mitsubishi Ralliart Australia              | 239                                             | 1484.907 km                                     |
| 2010        | John Bowe Garry Holt Paul Morris                          | BMW 335i                                        | Eastern Creek International Karting             | 202                                             | 1255.026 km                                     |
| 2011        | Marc Basseng Christopher Mies Darryl O'Young              | Audi R8 LMS GT3                                 | Joest Racing                                    | 292                                             | 1814.196 km                                     |
| 2012        | Christer Jöns Christopher Mies Darryl O'Young             | Audi R8 LMS GT3                                 | Phoenix Racing                                  | 270                                             | 1677.510 km                                     |
| 2013        | Thomas Jäger Alexander Roloff Bernd Schneider             | Mercedes-Benz SLS AMG GT3                       | Erebus Motorsport                               | 268                                             | 1665.084 km                                     |
| 2014        | John Bowe Peter Edwards Craig Lowndes Mika Salo           | Ferrari 458 Italia GT3                          | Maranello Motorsport                            | 296                                             | 1839.048 km                                     |
| 2015        | Katsumasa Chiyo Wolfgang Reip Florian Strauss             | Nissan GT-R NISMO GT3                           | NISMO Athlete Global Team                       | 269                                             | 1671.297 km                                     |
| 2016        | Álvaro Parente Shane van Gisbergen Jonathon Webb          | McLaren 650S GT3                                | Tekno Autosports                                | 297                                             | 1845.261 km                                     |
| 2017        | Craig Lowndes Toni Vilander Jamie Whincup                 | Ferrari 488 GT3                                 | Maranello Motorsport                            | 290                                             | 1801.770 km                                     |
| 2018        | Robin Frijns Stuart Leonard Dries Vanthoor                | Audi R8 LMS                                     | Audi Sport Team WRT                             | 271                                             | 1683.723 km                                     |
| 2019        | Matt Campbell Dennis Olsen Dirk Werner                    | Porsche 911 GT3 R                               | Earl Bamber Motorsport                          | 312                                             | 1938.456 km                                     |
| 2020        | Jules Gounon Jordan Pepper Maxime Soulet                  | Bentley Continental GT3                         | Bentley Team M-Sport                            | 314                                             | 1950.882 km                                     |
| 2021        | No se disputó                                             | No se disputó                                   | No se disputó                                   | No se disputó                                   | No se disputó                                   |
| 2022        | Kenny Habul Jules Gounon Martin Konard Luca Stolz         | Mercedes-AMG GT3 Evo                            | SunEnergy1 Racing                               | 290                                             | 1807.983 km                                     |
| 2023        | Kenny Habul Jules Gounon Luca Stolz                       | Mercedes-AMG GT3 Evo                            | SunEnergy1 Racing                               | 323                                             | 2006.079 km                                     |
| 2024        | Ayhancan Güven Laurens Vanthoor Matt Campbell             | Porsche 911 GT3 R (992)                         | Manthey EMA Motorsport                          | 275                                             | 1708.575 km                                     |
| 2025        | Augusto Farfus Kelvin van der Linde Sheldon van der Linde | BMW M4 GT3                                      | Team WRT                                        | 306                                             | 1901.178 km                                     |

## Estadísticas

### Pilotos con más títulos
| Núm. | Piloto           | Años             |
| ---- | ---------------- | ---------------- |
| 3    | John Bowe        | 1995, 2010, 2014 |
| 3    | Jules Gounon     | 2020, 2022, 2023 |
| 2    | Garry Waldon     | 1992, 1993       |
| 2    | Rod Salmón       | 2008, 2009       |
| 2    | Damien White     | 2008, 2009       |
| 2    | Garry Holt       | 2007, 2010       |
| 2    | Paul Morris      | 2007, 2010       |
| 2    | Christopher Mies | 2011, 2012       |
| 2    | Darryl O'Young   | 2011, 2012       |
| 2    | Craig Lowndes    | 2014, 2017       |
| 2    | Matt Campbell    | 2019, 2024       |
| 2    | Kenny Habul      | 2022, 2023       |
| 2    | Luca Stolz       | 2022, 2023       |

### Constructores con más títulos
| Núm. | Constructor   | Victorias | Años                   |
| ---- | ------------- | --------- | ---------------------- |
| 1    | Mazda         | 4         | 1992, 1993, 1994, 1995 |
| 2    | Audi          | 3         | 2011, 2012, 2018       |
| 2    | Mercedes-Benz | 3         | 2013, 2022, 2023       |
| 2    | BMW           | 3         | 2007, 2010, 2025       |
| 5    | Mitsubishi    | 2         | 2008, 2009             |
| 5    | Ferrari       | 2         | 2014, 2017             |
| 5    | Porsche       | 2         | 2019, 2024             |
| 8    | Toyota        | 1         | 1991                   |
| 8    | Nissan        | 1         | 2015                   |
| 8    | McLaren       | 1         | 2016                   |
| 8    | Bentley       | 1         | 2020                   |